# Lahang Baru
Lahang Baru is een bestuurslaag in het regentschap Indragiri Hilir van de provincie Riau, Indonesië. Lahang Baru telt 2347 inwoners (volkstelling 2010).